# Eleanor Cobham, Công tước phu nhân xứ Gloucester
Eleanor Cobham, Công tước phu nhân xứ Gloucester (khoảng năm 1400 – 7 tháng 7, 1452), là tình nhân sau trở thành người vợ thứ hai của Humphrey, Công tước xứ Gloucester. Bà bị kết tội phù thủy và bỏ tù vì sử dụng thuật chiêu hồn phản quốc vào năm 1441 và vụ án này đã gây ra một làn sóng gây tranh cãi lớn.

## Gia đình
Eleanor là con gái của Reginald Cobham, Nam tước Sterborough đệ Tam kiêm Lãnh chúa Cobham đệ Tam và người vợ đầu tiên của ông là Eleanor Culpeper (mất năm 1422), con gái của Sir Thomas Culpeper, từ xứ Rayal.

### Tình nhân và trở thành vợ của Công tước xứ Gloucester
Vào khoảng năm 1442, Eleanor trở thành nữ hầu cận của Jacqueline xứ Hainault, người vừa ly hôn với John đệ Tứ, Công tước xứ Brabant và đã trốn sang Anh năm 1421. Năm 1423, Jacqueline kết hôn với Humphrey, Công tước xứ Gloucester, con trai út của Vua Henry đệ Tứ, người mà đã trở thành Bảo Hộ công của vị vua trẻ tuổi Henry đệ Lục và là thành viên đứng đầu trong hội đồng của ông sau cái chết của anh trai mình là Vua Henry đệ Ngũ.
Gloucester đến Pháp để giành quyền kiểm soát cơ ngơi của vợ mình tại Hainault. Khi trở về Anh vào năm 1425, Eleanor trở thành tình nhân của ông. Vào tháng 1 năm 1428, ông đã tiêu hủy hôn nhân với Jacqueline để kết hôn với Eleanor. Theo Harrison, “Eleanor xinh đẹp, thông minh và đầy tham vọng trong khi Humphrey là người tinh tế, lạc thú và nổi tiếng”. Trong vài năm sau đó, họ đã trở thành trung tâm của một cung điện nhỏ nhưng đầy thành công nằm tại La Plesaunce ở Greenwich và được bao quanh bởi các nhà thơ, nhạc sĩ, học giả, bác sĩ, bạn bè và các nghệ sĩ. Vào tháng 11 năm năm 1435, Gloucester đã đặt toàn bộ tài sản của mình vào một jointure (tạm dịch: liên kết) với Eleanor và sáu tháng sau đó, tháng 4 năm 1436, bà chính thức được phong tước hiệu là một Công tước phu nhân tại buổi lễ Garter.
Năm 1435, anh trai của Gloucester là John, Công tước xứ Bedford qua đời, khiến ông trở thành người thừa kế ngai vàng lâm thời của nước Anh. Gloucester cũng được tuyên bố đảm nhiệm vai trò nhiếp chính của anh mình tuy nhiên điều này đã bị hội đồng phản đối dữ dội. Vợ của ông, Eleanor cũng tạo ra được một số ảnh hưởng tại tòa án và dường như điều đó đã gây nên sự chú ý đến với Henry đệ Lục.

## Bị kết án và cầm tù
Eleanor đã tham khảo ý kiến các nhà chiêm tinh học để cố gắng dự đoán các sự việc trong tương lai. Và hai nhà chiêm tinh học Thomas Southwell và Roger Bolingbroke đã tiên đoán rằng Vua Henry đệ Lục sẽ mắc một căn bệnh gây nguy hiểm đến tính mạng vào khoảng tháng 7 hoặc tháng 8 năm 1441. Khi lời tiên tri đến tai hộ vệ của nhà vua, họ đã tìm đến những nhà chiêm tinh học khác để tìm hiểu và tất cả họ đều không tìm thấy dự đoán nào về căn bệnh này của nhà vua trong tương lai. Các hộ vệ của nhà vua cũng lần theo tin đồn để tìm đến những người đã tạo ra nó và họ bắt giữ được Southwell, Bolingbroke và John Home (một giáo sĩ xưng tội riêng của Eleanor). Sau khi thẩm vấn và kết án Southwell, Bolingbroke với tội danh phản quốc vì sử dụng thuật chiêu hồn, Bolingbroke đã chỉ đích danh Eleanor là người chủ mưu nhưng lúc bấy giờ bà đang lẩn trốn tại một thánh địa ở Tu viện Westminster nên không thể xét xử. Người ta cho rằng các tố cáo về bà có thể đã bị phóng đại lên nhằm mục đích hạn chế quyền của chồng bà.

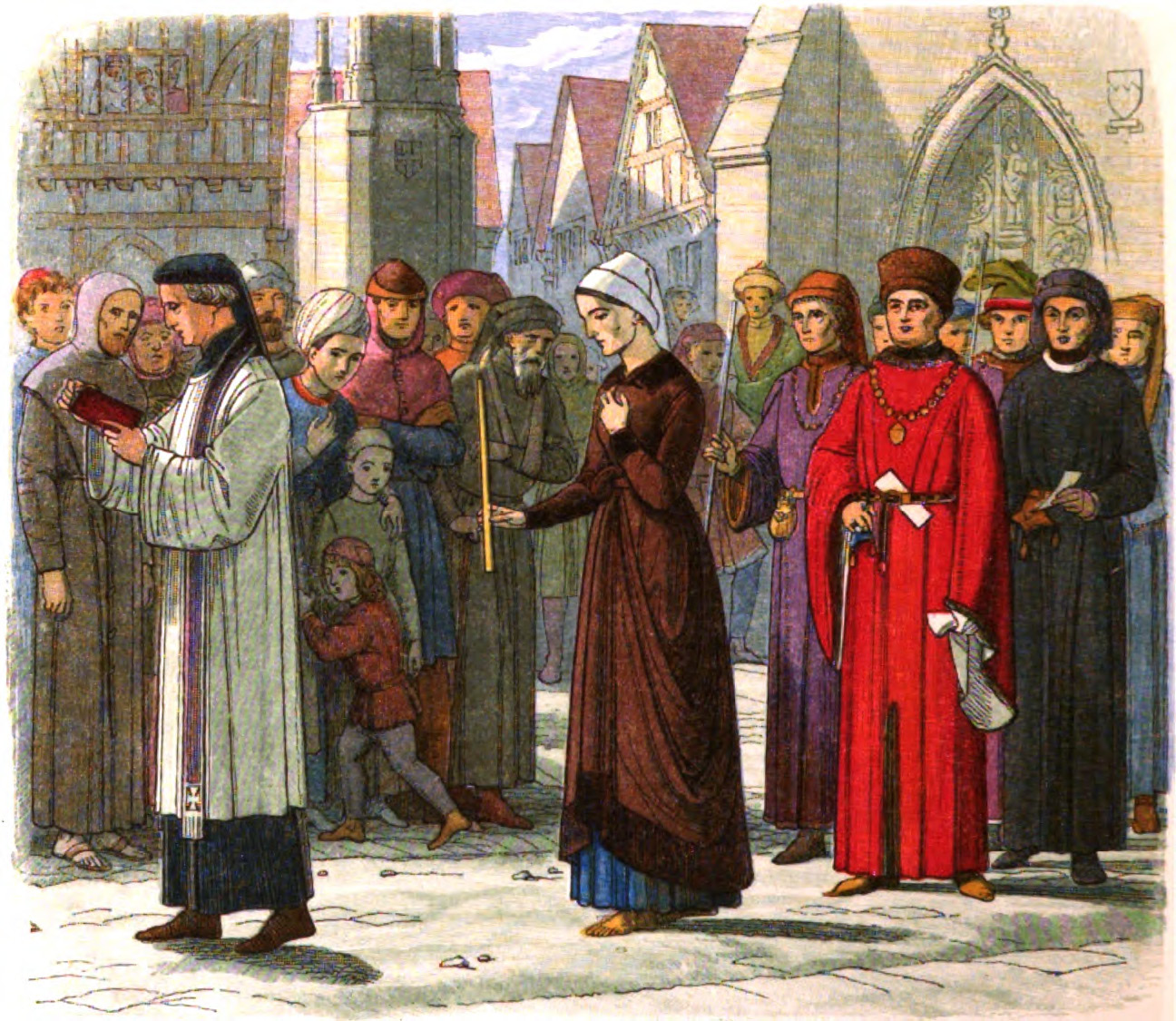
Bức ảnh về Sự sám hối công khai của Eleanor Cobham từ A Chronicle of England được minh họa bởi J.W.E. Doyle năm 1864

Sau đó, Eleanor đã bị tra khảo bởi một hội đồng tôn giáo tại thánh địa tuy nhiên cô đã phủ nhận tất cả các cáo buộc và chỉ thừa nhận việc cô đã lấy một thần dược từ chỗ của Margery Jourdemayne, một phù thủy có biệt danh là the Witch of Eye – tạm dịch: Phù thủy của Đôi mắt. Bà đã giải thích rằng thần dược này được bà lấy về để giúp mình thụ thai. Tuy nhiên, Eleanor và các đồng phạm của bà vẫn bị kết án. Southwell bị xử chết tại Tòa tháp Luân Đôn, Bolingbroke bị treo cổ, kéo lê và phanh thây còn Jourdemayne thì bị thiêu chết. Về phần Eleanor, bà bị bắt phải sám hối công khai ở Luân Đôn, ly dị chồng và án tù chung thân. Năm 1442, Eleanor bị giam giữ tại Lâu đài Chester, sau đó đến năm 1443, bà chuyển đến Lâu đài Kenilworth. Việc làm này được diễn ra bởi sự lo ngại rằng Eleanor đang giành được sự thiện cảm của công chúng vì chỉ vài tháng trước đó, một phụ nữ vô danh vùng Kent đã đến gặp Vua Henry đệ Lục tại Black Heath để mắng chửi ông vì cách đối xử của ông với Eleanor và nói rằng ông nên đưa bà ấy trở về với chồng của bà. Người phụ nữ này sau đó đã bị trừng phạt bằng cách hành quyết. Tháng 7 năm 1446, Eleanor tiếp tục bị chuyển tới Đảo Man và cuối cùng bà chuyển đến Lâu đài Beaumaris ở Anglesey, nơi bà đã qua đời vào ngày 7 tháng 7 năm 1452.

## Con cái
Chồng của Eleanor, Humphrey có hai người con được biết đến là Arthur và Antigone. Các nguồn tin có tranh cãi về việc liệu họ được sinh ra bởi Eleanor trước khi kết hôn hoặc có thể họ là con ruột của “một hay nhiều tình nhân vô danh khác”. K.H. Vickers, Alison Weir và Cathy Hartley đều cho rằng Eleanor là mẹ ruột của cả hai mặc dù những học giả khác coi việc đó là không rõ ràng. Antigone có đứa con đầu lòng vào tháng 11 năm 1436 và điều đó đã phần nào gợi ý rằng việc cô sinh ra diễn ra muộn nhất vào khoảng năm 1424 nghĩa là cô được sinh ra trước khi Eleanor kết hôn với Humphrey. Do đó, những người con của Eleanor có thể bao gồm:
- Arthur Plantagenet (mất năm 1447)
- Antigone Plantagenet, người đã kết hôn với Henry Grey, Bá tước Tankerville đệ Nhị, Lãnh chúa Powys (1419–1450) và sau đó là John xứ Amancier.[10]